# Amacuzac
Amacuzac è un comune del Messico, situato nello stato di Morelos, il cui capoluogo è la località omonima.